# Espace homogène
En géométrie, un espace homogène est un espace sur lequel un groupe agit de façon transitive. Dans l'optique du programme d'Erlangen, le groupe représente des symétries préservant la géométrie de l'espace, et le caractère homogène se manifeste par l'indiscernabilité des points, et exprime une notion d'isotropie. Les éléments de l'espace forment une seule orbite selon le groupe.

## Exemples de base
Les espaces des géométries classiques (en dimension finie quelconque) de points sont des espaces homogènes pour leur groupe de symétries. Voici quelques exemples :
- espace euclidien pour le groupe de ses isométries ou le groupe de ses similitudes (géométrie euclidienne) ;
- espace affine (sur un corps quelconque) pour son groupe affine (géométrie affine) ;
- espace projectif (sur un corps quelconque) pour son groupe projectif (géométrie projective) ;
- sphère d'un espace euclidien pour le groupe de ses isométries (géométrie sphérique) ou son groupe conforme (géométrie conforme ou de Möbius) ;
- espace elliptique pour le groupe de ses isométries (géométrie elliptique) ;
- espace hyperbolique pour le groupe de ses isométries (géométrie hyperbolique).

## Espaces homogènes de groupes abstraits, de groupes de Lie, de groupes algébriques
Dans différentes catégories, il y a une notion d'espaces homogènes
- Espaces homogènes de groupes abstraits (groupe opérant transitivement sur un ensemble)
- Espaces homogènes topologiques de groupes topologiques
- Espaces homogènes de Lie de groupes de Lie (ce sont des variétés différentielles (en fait analytiques réelles) ou analytiques complexes)
- Espaces homogènes algébriques de groupes algébriques (ce sont des variétés algébriques sur un corps commutatif)

Sur un corps algébriquement clos, un espace homogène algébrique d'un groupe algébrique affine est un espace homogène au sens des groupes abstraits. En général, sur corps commutatif K, si une variété algébrique X sur K est un espace homogène algébrique d'un groupe algébrique affine G sur K, cela n'implique pas, en général, que le groupe abstrait G opère transitivement sur l'ensemble X, mais que, par extension à une clôture algébrique L de K, le groupe abstrait G(L) des points rationnels de G sur L opère transitivement sur l'ensemble X(L) des points rationnels de X sur L. Donc certains ensembles sur lesquels un groupe n'opère pas transitivement peuvent être considérés comme des espaces homogènes algébriques. Par exemple, si q est une forme quadratique non dégénérée sur un espace vectoriel E de dimension finie n sur un corps commutatif K de caractéristique différent de 2, l'ensemble des sous-espaces vectoriels de dimension p de E qui sont non dégénérées pour q est canoniquement muni d'une structure d'espace homogène algébrique du groupe algébrique O(q), même si le groupe O(q) n'opère pas transitivement sur cet ensemble (en fait, c'est le cas si K est algébriquement clos).

## Exemples d'espaces homogènes
Ici D désigne un corps (commutatif ou non), que l'on peut supposer au besoin de caractéristique différente de 2, E un espace vectoriel de dimension finie non nulle sur D, X un espace affine attaché à E, K le centre de D. 

### Espaces liés aux espaces vectoriels et affines
Espaces liés aux espaces vectoriels et affines. Les espaces sont homogènes pour GL(E) ou GA(X) suivant le cas :
- espace affine X ;
- grassmannienne d'indice p de E ;
- grassmannienne affine d'indice p de X ;
- grassmannienne orientée d'indice p de E, si D = R ;
- variété de drapeaux de signature (p1, …, pk) de E ;
- variété de Stiefel des p-repères linéaires de E (suites de p vecteurs linéairement indépendants de E) ;
- ensemble des vecteurs non nuls de E ;
- espace des décompositions directes de signature (p1,..., pk) de E ;
- espace des Δ-formes de E (Δ un sous-corps de D), c'est-à-dire des sous-Δ-espaces vectoriels du Δ-espace vectoriel sous-jacent engendrés par une base du D-espace vectoriel E.

Si D (ou Δ) est égal R, C ou H, alors ce sont des espaces homogènes de Lie. Si la dimension de D sur K est fini (ce qui est le cas si D = K, c'est-à-dire si D est commutatif), alors ce sont des espaces homogènes algébriques.

### Espaces liés aux formes quadratiques, hermitiennes et antihermitiennes
On suppose qu'il existe une involution de corps σ de D et soit φ une forme sesquilinéaire non dégénérée hermitienne ou antihermitienne sur E relativement à σ de D, K0 le sous-corps du centre de K qu'est l'ensemble des éléments a du centre de D tel que σ(a) = a. Si D = K est commutatif, on note q une forme quadratique non dégénérée sur E. 
Lorsque la dimension de D sur K est finie (ce qui est le cas si D est commutatif), alors U(φ) est un groupe algébrique sur K0, et les espaces de cette section sont des espaces homogènes algébriques sur K0.
Si D = C et si σ est l'identié, alors φ est bilinéaire symétrique ou alternée, U(φ) est un groupe de Lie complexe (on a U(φ) = O(φ) ou U(φ) = Sp(φ) suivant le cas), et les espaces de cette section sont des espaces homogènes de Lie complexe pour U(φ). Si D = R, ou si D = C ou D = H et σ est la conjugaison, U(φ) est un groupe de Lie réel, et lorsque les U(φ) opère transitivement sur les espaces de cette section, cet espace est un espace homogène de Lie de U(φ).

#### Espace affine
- Espace affine X, pour le sous-groupe des éléments de GA(X) dont la partie linéaire appartient à U(φ) (ou au groupe GU(φ) des similitudes de φ).

#### Espace liés de sous-espaces vectoriels totalement isotropes
- Espaces de sous-espaces vectoriels totalement isotropes. On suppose ici que φ existe et que φ est isotrope, c'est-à-dire qu'il existe un vecteur non nul de E tel que φ(x, x) = 0. On note ν l'indice de Witt de φ, ou de q, c'est-à-dire la plus grande dimension de sous-espaces vectoriels de E sur laquelle φ, ou q est identiquement nulle. Si 2ν = n, un lagrangien est un sous-espace vectoriel de dimension ν sur lequel φ, ou q, est identiquement nulle. Ces espaces sont homogènes pour U(φ) ou O(q) suivant le cas. Si D est de dimension finie sur K, ce sont des espaces homogènes algébriques pour U(φ) ou O(q).
- Grassmannienne isotrope d'indice p de E pour φ ou, si D est commutatif, pour q, c'est-à-dire des sous-espaces vectoriels de dimension p de E sur lesquels φ, ou q, est identiquement nulle. Si 2p =  2ν = n, on l'appelle grassmannienne lagrangienne de φ, ou q.
- Espace des droites vectorielles isotropes de E, pour φ, ou q.
- Ensemble des vecteurs de E qui sont isotropes pour φ, ou q.
- Variété des drapeaux isotropes de signature (p1, …, pk), c'est-à-dire des drapeaux de cette signature qui sont formés de sous-espaces vectoriels qui sont totalement isotropes pour φ, ou q.
- Espace des décompositions lagrangiennes de E, si 2ν = n, c'est-à-dire couples (L, L') de lagrangiennes de E qui sont supplémentaires.
- Espace des couples de droites vectorielles isotropes non orthogonales pour φ, ou 'q

#### Espace de sous-espaces vectoriels non dégénérés
- Grassmannienne de signature donnée. Ici D est le corps D = R ou D = C ou D = H, et suivant le cas, φ est une forme bilinéaire symétrique réelle, ou une forme hermitienne complexe ou quaternionienne. Ce sont des espaces homogènes pour U(φ) (c'est-à-dire O(φ) si D = R.
  - Grassmannienne de signature (r, s) de E pour φ, c'est-à-dire sous-espaces vectoriels de dimension r + s de E pour lequel la signature de la forme bilinéaire symétrique ou hermitienne induite par φ est (r, s). Si φ est définie positive, alors s = 0, et c'est alors la grassmannienne d'indice r  de E.
  - Espace des droites vectorielles positives (resp. négatives) de E pour φ, c'est-à-dire engendré par un vecteur v de E pour lequel φ(v, v) est un nombre réel strictement positive (resp. négatif). Si φ est définie positive, c'est alors l'espace projectif P(E), qui est alors un espace elliptique. Si la signature (l, m) de φ est telle que m = 1, l'ensemble des droites vectorielles négatives pour φ est un espace hyperbolique.
  - Grassmanniennes affine d'indice p d'un espace affine euclidien, pour son groupe des isométries ou son groupe des similitudes.
- Grassmannienne des sous-espaces vectoriels non dégénérés. C'est la Grassmannienne des sous-espaces vectoriels V de dimension p de E tels que la forme induite par φ, ou q, est non dégénérée. 
  - Si la dimension de D sur K0 est fini (ce qui est le cas si D = K est commutatif), c'est un espace homogène algébrique pour U(φ), mais pas nécessairement un espace homogène au sens ordinaire.
  - Si D = K si φ est une forme bilinéaire alternée, c'est un espace homogène au sens ordinaire. Si D = K est algébriquement clos (par exemple si K = C) et si φ est une forme bilinéaire symétrique, c'est un espace homogène au sens ordinaire pour O( φ)
  - Si D est le corps H des quaternions et si φ est antihermitienne pour la conjugaison, c'est un espace homogène au sens ordinaire pour O(φ) = U(φ).

#### Espaces de vecteurs anisotropes et de variétés de Stiefel
- « Sphère » des vecteurs x de E tels que  φ(x, x) = a (ou q(x, x) = a), c'est un espace homogène pour U(φ), (ou O(q)), algébrique si D est de dimension finie sur K (par exemple si D = K est commutatif).
- Variété de Stiefel des repères de matrices inversible donnée A ∈ Mp(D) pour φ, c'est-à-dire des suites (xi) de p vecteurs linéairement indépendants de E tel que les matrices (φ(xi, yj) et A sont égales. C'est un espace homogène pour U(φ), algébrique si D est de dimension finie sur K (par exemple si D = K est commutatif)  Si A est la matrice identité, c'est variétés de Stiefel des p-repères orthonormaux.

#### Espaces de quadriques projectives et d'endomorphismes hermitiens
- Espace des quadriques projectives propres de P(E), si D = K est commutatif. C'est un espace homogène algébrique pour GL(E), pas nécessairement au sens ordinaire, mais ce l'est si K est algébriquement clos (par exemple si K = C).
- Espace des endomorphismes hermitiens de E pour φ, c'est-à-dire des automorphismes f de E tels que φ(f(x), y) = φ(x, f(y)) quels que soient x et y dans E. C'est un espace homogène algébrique pour GL(E) si D est de dimension finie sur K, mais pas nécessairement au sens ordinaire.

### Espaces exceptionnels
- Plan de Moufang X (par exemple plan projectif de Cayley P2(O) sur l'algèbre O des octonions de Cayley), pour le groupe des collinéations de X.
- Plan affine de Moufang de X (par exemple le plan affine de Cayley O2), pour le groupe des collinéations de X.
- Plan elliptique de Cayley pour son groupe des isométries.
- Plan hyperbolique de Cayley pour son groupe des isométries.

Le plan projectif de Cayley, le plan affine de Cayley, le plan elliptique de Cayley et le plan hyperbolique de Cayley sont des espaces homogènes de Lie de ces groupes de Lie réels.

## Espaces homogènes de groupes de Lie et de groupes algébriques
Les espaces riemanniens symétriques de la géométrie différentielle sont des espaces homogènes pour le groupe de leurs isométries. Cela généralise les espaces euclidiens, les sphères euclidiennes, les espaces elliptiques et les espaces hyperboliques, de même que les grassmanniennes réelles et complexes pour les groupes orthogonaux ou unitaires. Plus généralement, il y a les espaces symétriques (non nécessairement riemanniens) qui sont des espaces homogènes pour leurs groupes des déplacements.
Il y a aussi, aussi bien en géométrie algébrique qu'en géométrie différentielle, les variétés de drapeaux (généralisées), qui sont par définition des espaces homogènes de groupes algébriques ou de groupes de Lie. Les variétés de drapeaux comprennent à la fois les grassmanniennes d'indice donné et les variétés de drapeaux de type donné des espaces vectoriels sur un corps commutatif, les quadriques projectives propres, les grassmanniennes de sous-espaces vectoriels totalement isotropes de dimension données pour les formes quadratiques ou les formes bilinéaires alternées ou les formes sesquilinéaires hermitiennes complexes, non dégénérées dans tous les cas. 
Pour les variétés de drapeaux de la géométrie différentielle, le groupe pour lesquelles elles sont des variétés de drapeaux est un groupe de Lie non compact, mais dans certains cas, il y a un sous-groupe compact de groupe de Lie pour lequel elle est un espace riemannien symétrique. Par exemple, l'espace projectif d'un espace vectoriel euclidien E, est une variété de drapeaux pour le groupe projectif (spécial) de E alors qu'il est un espace symétrique pour le groupe spécial orthogonal de E (ou son image dans le groupe projectif de E). 
En géométrie différentielle, parmi les espaces homogènes les plus importants, on retrouve les espaces symétriques et les variétés de drapeaux.